# 選擇月刊
《選擇》月刊是香港唯一一本以產品測試為主題的雜誌，由香港法定機構消費者委員會出版。該刊於1976年11月創刊，每月15日出版。
《選擇》前身是消費者委員會於1976年出版的免費月刊《消費者月報》，每月發行量達3萬份。1976年11月15日，《選擇》創刊，每本定價1港元。由2008年直到現在，定價為每本12港元。2024年4月25日，消費者委員會宣佈由2025年1月2日起，《選擇》月刊網上版轉為免費閱覽，停止紙本販售與訂閱服務，並維持印刷少量紙本雜誌，免費分發予不同機構。

## 雜誌封面
雜誌初期的封面人物，多數會採用普通模特兒，或消委會的「自己人」。例如《選擇》月刊第二期，封面就由首任總幹事張綠萍的女兒麥嘉軒與攣生妹妹擔當，介紹羊毛衣的檢定報告。
直到1985年中，消委會始接納雜誌發行商及報販的建議，自第110期起，開始不再使用普通模特兒，而是改為邀請明星或名人擔任封面人物，首位登上《選擇》封面的明星是張國榮。選用明星為封面雖曾引起社會爭議，但月刊銷量因而提升。不少名人如：謝賢和小霆鋒一家四口、俞琤、張學友、張曼玉、成龍和鍾楚紅等，都曾成為該刊封面的模特兒。每期封面人物均是義務參與，連化粧費也要自行負責，消委會最多可贈閱一年的《選擇》月刊。
然而，名人大多較保守，一些主題較敏感的產品報告（例如避孕套），便較難邀請名人做封面；所以於1988年發行的第142期《選擇》月刊，就特別邀請到家計會首任總幹事林貝聿嘉成為封面人物並介紹避孕套報告。有趣的是，該期竟然大賣7萬多份，是創刊以來銷量最高的一期。

## 內容
《選擇》的內容以消費者委員會進行的產品試驗、服務調查以及研究報告為主，務求向香港的消費者提供公正以及客觀的消費資料。值得留意的是，該月刊並不接受商業廣告，以保持其中立形象。

## 外部連結
- 官方网站
- 選擇月刊的Facebook專頁
- 選擇月刊的Instagram帳戶
- YouTube上的選擇月刊頻道